# Compete.com
Compete (укр. кампі́т) —  американський сервіс з інтернет-аналітики, який оприлюднює висліди для близько 1 000 000 сайтів у США. На відміну від Alexa Internet, інформація для інших країн не надається.